# Orchideenbuch
Orchideenbuch (abreviado Orchid.-Buch) es un libro con ilustraciones y descripciones botánicas que fue escrito por el botánico alemán, Berthold Stein. Fue publicado en Berlín en el año 1892 con el nombre de Orchideenbuch: Beschreibung, Abbildung und Kulturanweisung der empfehlenswertesten Arten.